# Pilato e gli altri
Pilato e gli altri (Pilatus und Andere - Ein Film für Karfreitag) è un film per la TV tedesco occidentale del 1972 diretto da Andrzej Wajda, basato sul romanzo Il maestro e Margherita di Michail Bulgakov.

## Distribuzione
Trasmesso dalla televisione tedesco occidentale ZDF, il film è stato presentato inoltre al Festival del Cinema di Berlino il 15 février 2006.